# LADA Tarzan
LADA Tarzan — родина позашляхових легкових автомобілів, що випускалися АвтоВАЗом. Є модифікацією на базі моделей «Нива» 4x4, з кузовами від інших моделей ВАЗ таких як «Самара» та «Lada 111»/«Lada 112».

## Опис
Влітку 1998 року АвтоВАЗ випустив три моделі рамного позашляховика "Тарзан": ВАЗ 2108-34 (ВАЗ 21083-34) — кузов ВАЗ 2108, ВАЗ 2109-34 — кузов ВАЗ 2109 та ВАЗ 21099-34 — кузов ВАЗ 21099. Розробка НТЦ ОПП АвтоВАЗ і компанії DECON, автомобілі випускалися на підприємстві «Лада-Консул». Автомобілі цієї моделі виготовлялися на замовлення.
Перші "Тарзани" являли собою гібрид "Самари" та "Ниви" — кузов від "Самари" з пластмасовими накладками, а ходова частина, трансмісія і силовий агрегат від "Ниви" (двигун ВАЗ-21213). Особливістю родини автівок стала рама і незалежна задня підвіска.
У 1999 році з'явився «Тарзан-2»: кузов ВАЗ 2111, несуча рама, незалежна задня підвіска, двигун ВАЗ 2130. Планувався також варіант з двигуном ВАЗ 2112. Надалі з'явилася модель із кузовом 2112. У 2001 році "Лада-Консул" разом з "АвтоДиогрик Корпорация" модифікували "Тарзан" з "дев'ятковим" кузовом — на нього встановлювався дизельний двигун Peugeot 1,9 л. До весни 2002 було випущено 105 таких автомобілів.
В 2001 був розроблений ВАЗ 21116-04 з кузовом «універсал» 2111. Усього було вироблено кілька сотень екземплярів «Тарзанів».
| Модель   | Кузов | Двигун      | Роки випуску |
| -------- | ----- | ----------- | ------------ |
| 2108-34  | 2108  | 21213       | 1998—1999    |
| 2109-34  | 2109  | 21213       | 1998—2006    |
| ?        | 2109  | Peugeot 1,9 | 2001—2002    |
| 21099-34 | 21099 | 21213       | 1998—2012    |
| 2111-90  | 2111  | 2130        | 1999—2002    |
| 2112-90  | 2112  | 2130        | 1999—2002    |

## Тарзан
LADA Tarzan — родина легкових автомобілів, що випускалися АвтоВАЗом у 1997—2003 роках. Родина складається з ВАЗ-2108-34 і ВАЗ-2109-34.

У 1997 році підприємство «Лада-Консул» спільно з дизайнерською організацією DECON та НТЦ ОПП АвтоВАЗу створили позашляховик під назвою «Тарзан». Цей автомобіль мав кузов від сімейства передньопривідних моделей ВАЗу і раму з встановленими на неї основними агрегатами від LADA 4x4 (підвіски, КПП, роздавальна коробка передач, двигун, кермо). Агрегати, крім карданних валів (була змінена довжина), пружин, амортизаторів і рами, були використані від автомобілів LADA, що серійно випускаються. Кузов змонтований на раму через гумові подушки. Задні гальма аналогічні переднім, тобто дискові. У дизайні також відбулися зміни: зчленування рами та кузова були закриті пластиковими накладками у вигляді порогів, з'явилися накладки на арки коліс, що задали нову форму крилам та розмірам арок, та нові бампери. У салоні змінилося облицювання центрального тунелю: використовувалася обшивка від ВАЗ-21213, і на ній знаходилося три важелі: КПП і ще два — управління роздавальною коробкою. Автомобілі виготовляли на замовлення, загальна кількість вироблених «Тарзанів» склала трохи більше 2500 екземплярів.

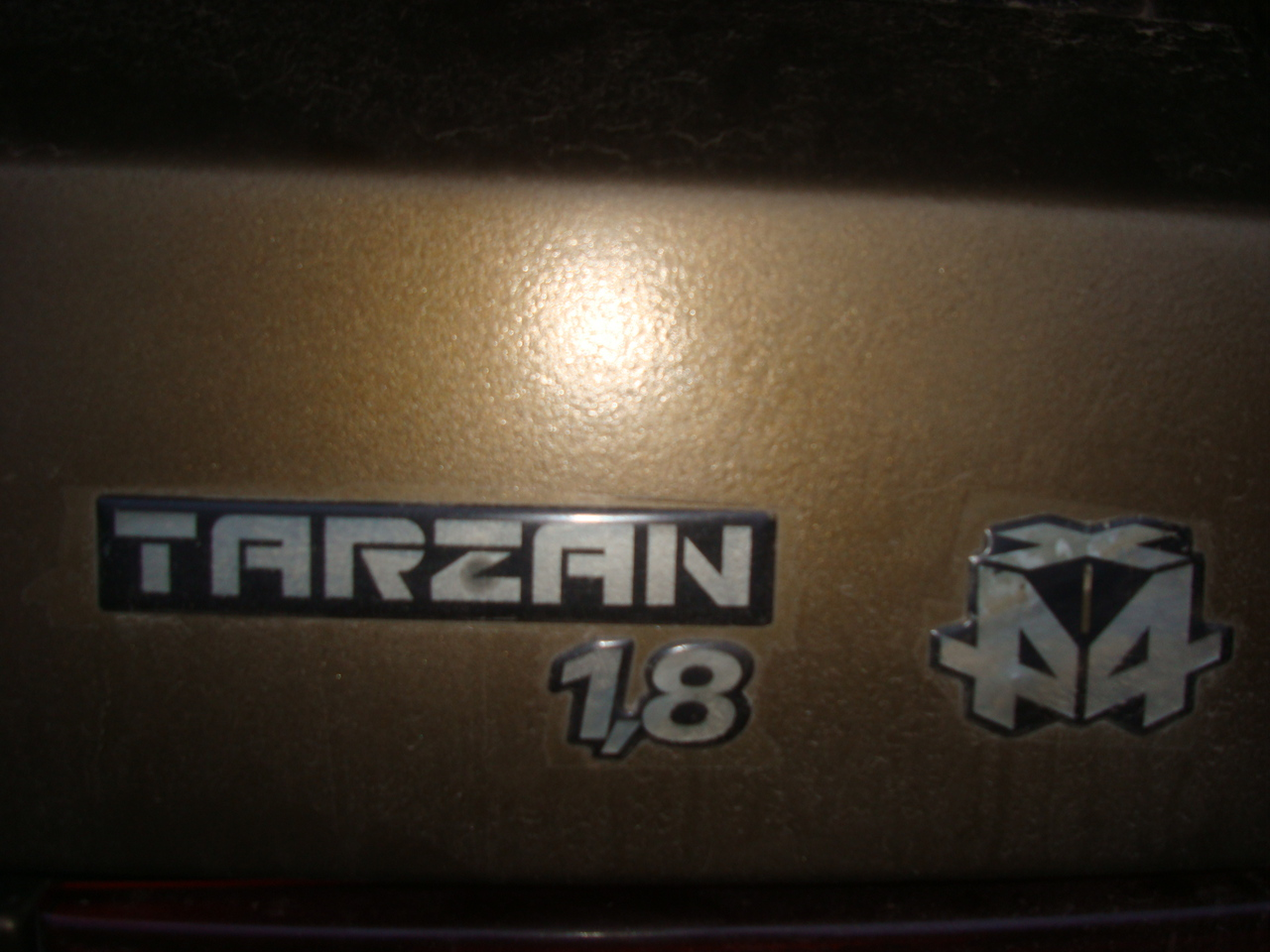
шильдик на задніх дверях
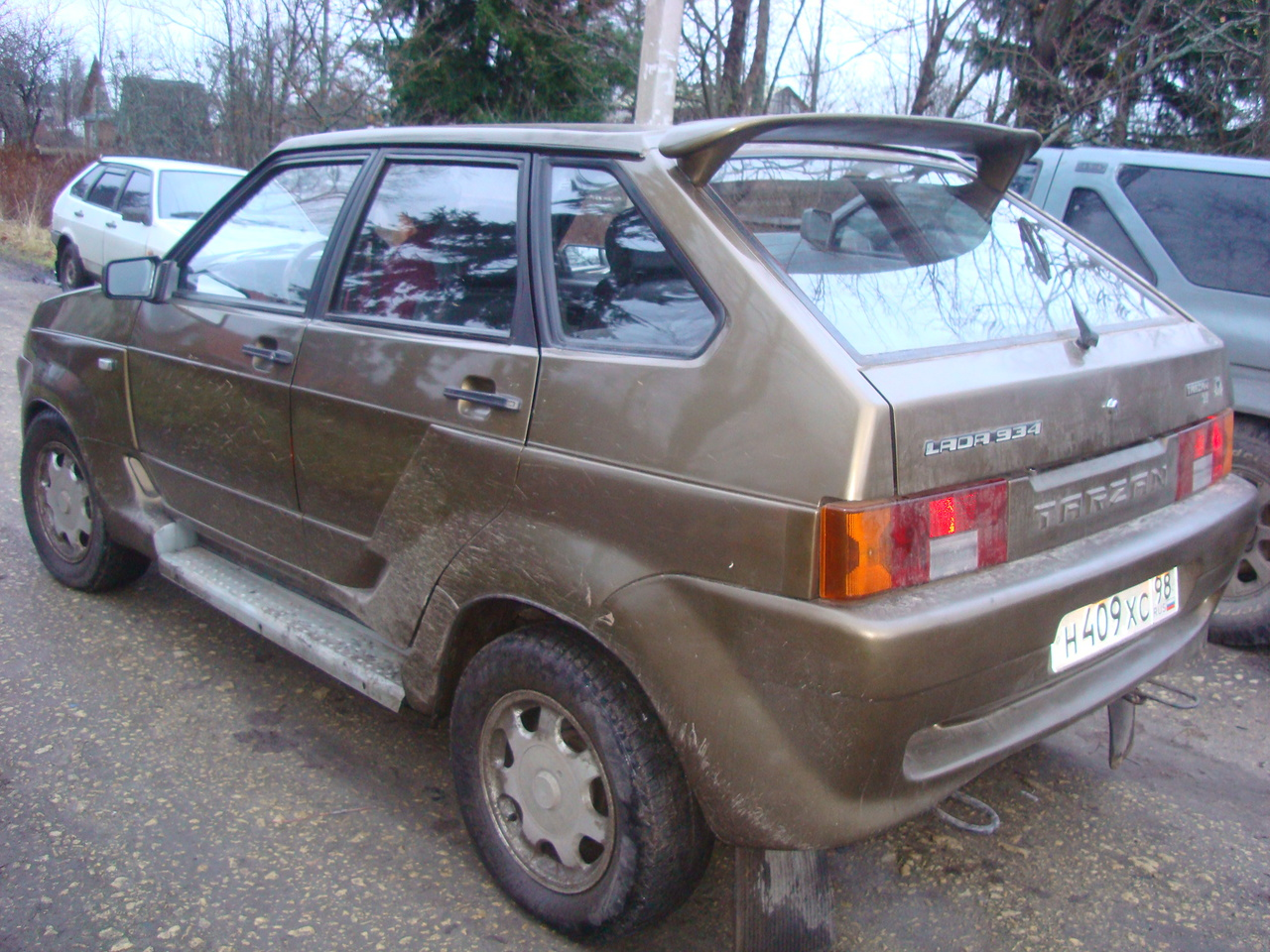
ВАЗ-210934 вид ззаду
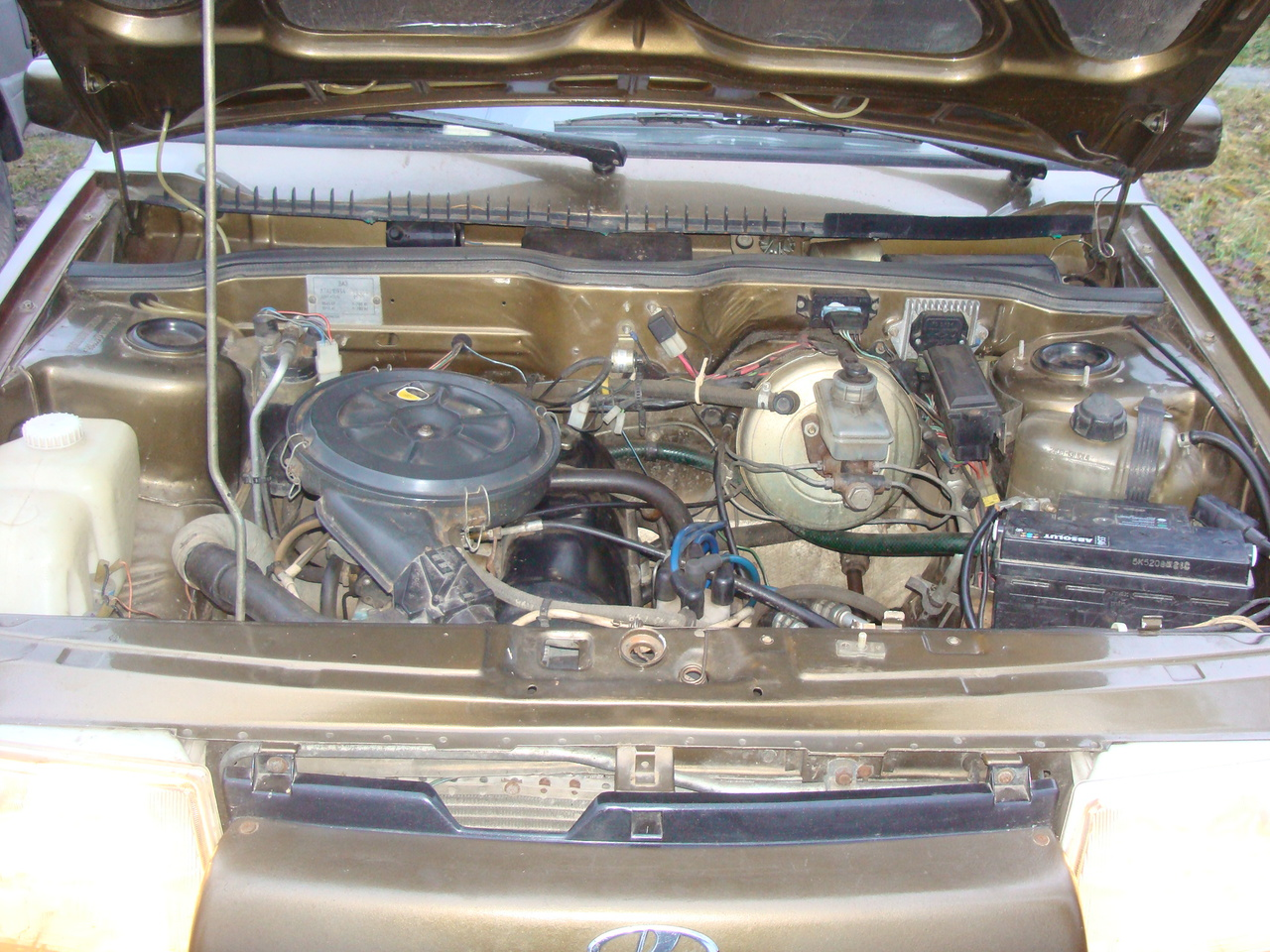
ВАЗ-210934 підкапотний простір
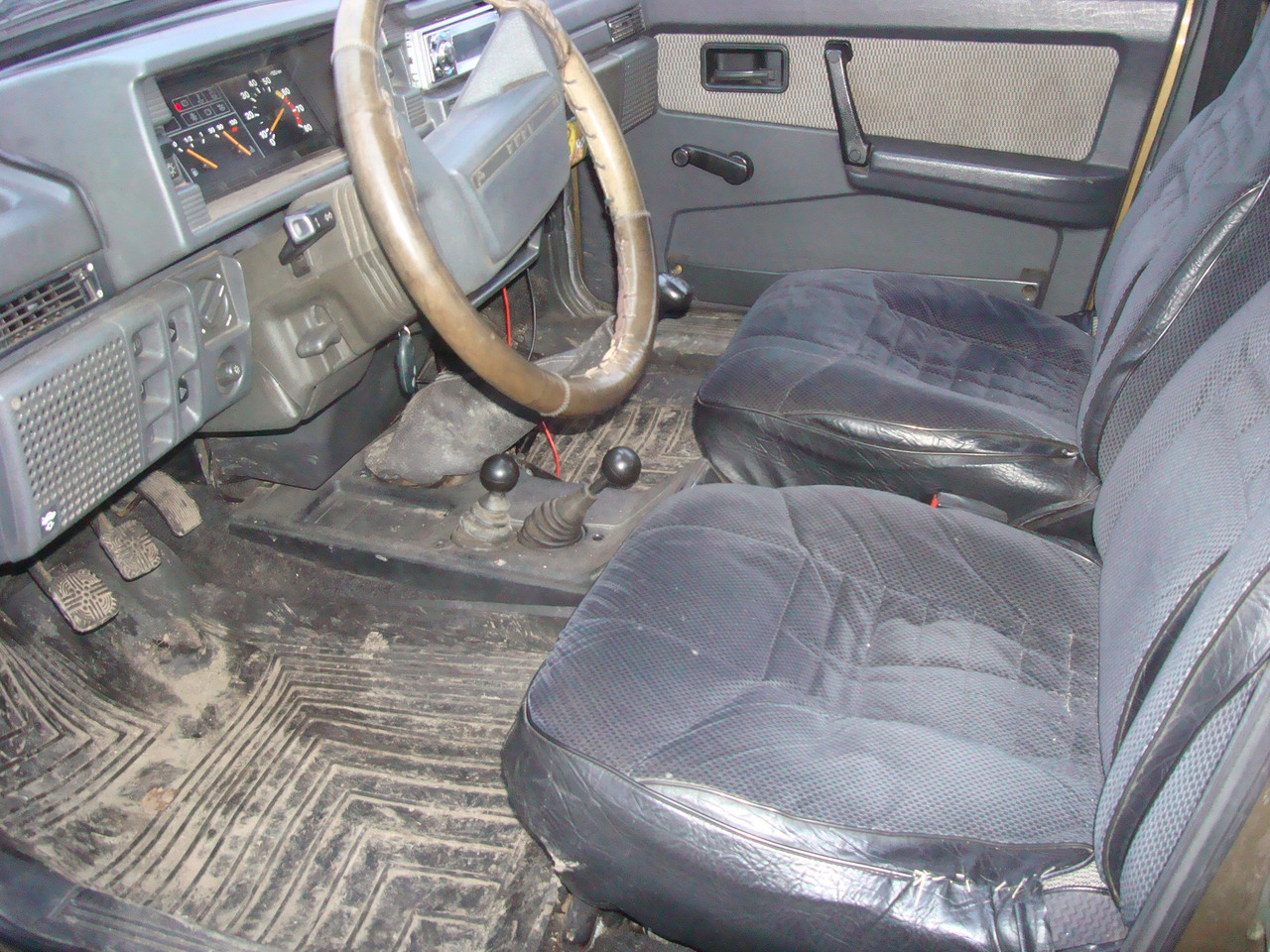
салон ВАЗ-210934

## Тарзан-2
LADA Tarzan 2 — родина легкових автомобілів, що випускалися АвтоВАЗом у 1999—2006 роках. Родина складається з ВАЗ-2112-90 та ВАЗ-2111-90.
У 1999 році підприємство «Лада-Консул» спільно з дизайнерською організацією DECON та НТЦ ОПП АВТОВАЗу створили позашляховик під назвою «Тарзан 2». Цей автомобіль мав кузов від сімейства передньопривідних моделей ВАЗу (ВАЗ-2112) і раму з встановленими на неї основними агрегатами від автомобіля «Нива» (підвіска, КПП, роздавальна коробка передач, кермове управління). Агрегати, крім карданних валів (була змінена довжина), пружин, амортизаторів і рами, були використані від автомобілів ВАЗ, що серійно випускаються. Кузов змонтований на раму через гумові подушки. Задня підвіска була запозичена у «Ниви», що спричинило також перенесення редуктора та приводних валів. Задні гальма аналогічні переднім, тобто дискові, колеса 15-дюймові. Незважаючи на збільшену на 150 кг вагу щодо Ниви витрата палива нового позашляховика завдяки гарній аеродинаміці виявилася помітно меншою.
В дизайні також відбулися зміни: зчленування рами та кузова були закриті потужними трубами у вигляді порогів, накладки на арки коліс, що задали нову форму крилам і розмірам арок, і накладки, виконані з труб під переднім та заднім бамперами. У салоні змінилося облицювання центрального тунелю: використовувалася обшивка від ВАЗ-21213, і на ній знаходилося три важелі (КПП і ще два — управління роздавальною коробкою).

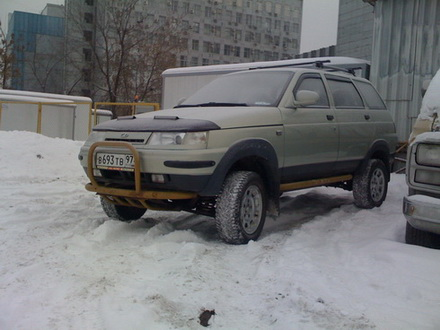
ВАЗ-2111-90
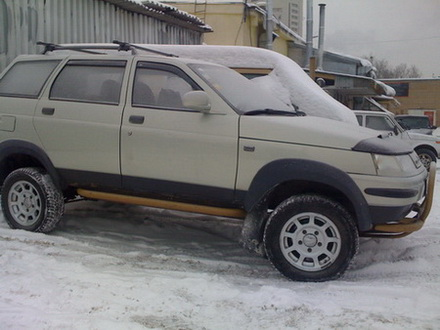
ВАЗ-2111-90
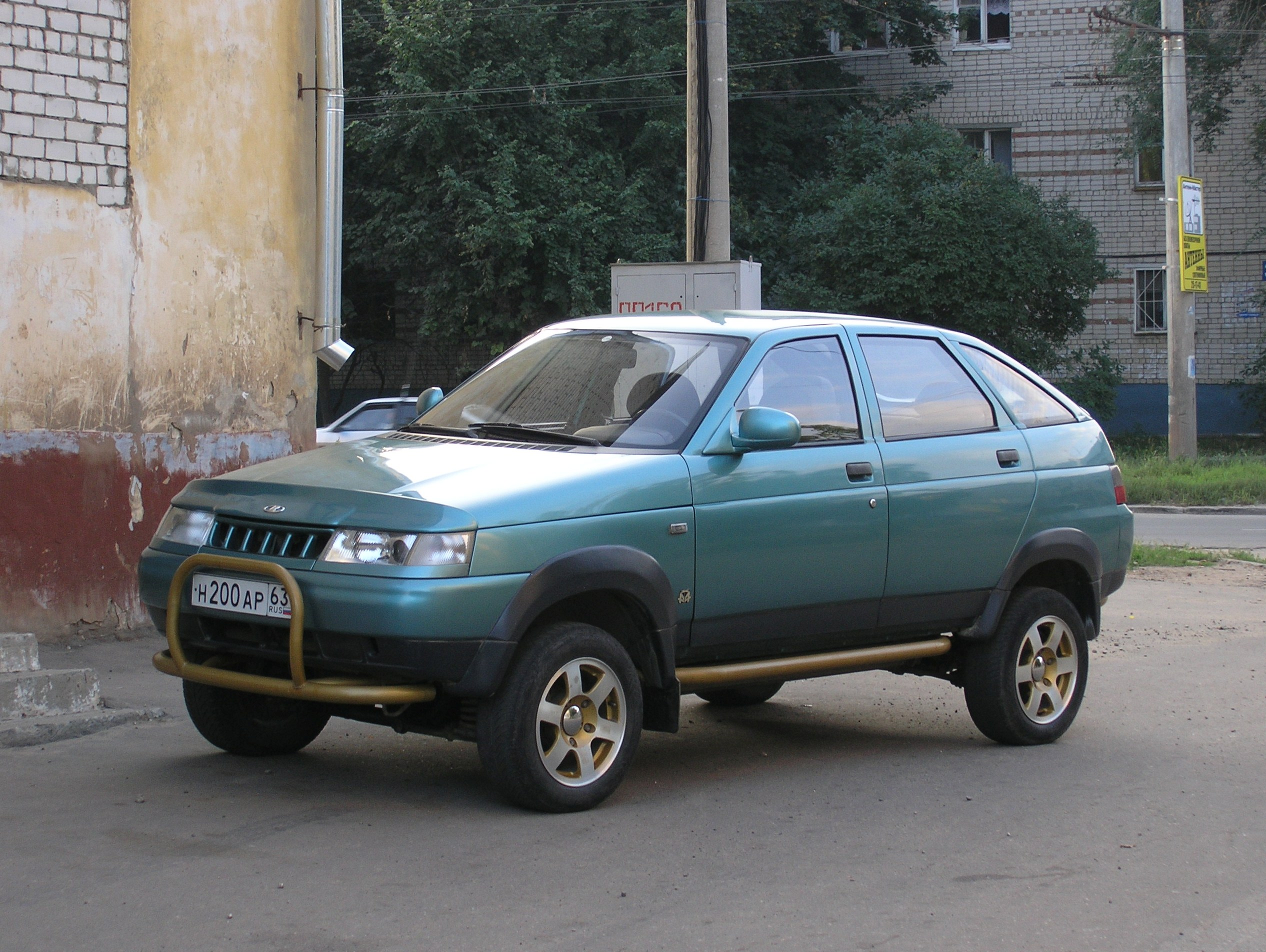
ВАЗ-2112-90